# John Hajek
John Hajek (ur. 7 kwietnia 1962) – australijski językoznawca.
Studiował w Australii, Wielkiej Brytanii i we Włoszech. Doktorat uzyskał na Uniwersytecie Oksfordzkim. W 1990 roku został zatrudniony na University of Melbourne, gdzie obecnie (2020) piastuje stanowisko profesora italianistyki.

## Wybrana twórczość
- Universals of Sound Change in Nasalization (1997)
- East Timor Phrasebook (współautorstwo, 2001)
- Waima'a: Challenges for Language Documentation and Maintenance in East Timor (2010)
- Address Forms in Language Contact and Language Conflict: The Curious History and Remnants of onikání in Czech (2013)